# Donald Curry
Donald Curry, pseudonimo di Donald Sample (7 settembre 1961), è un ex pugile statunitense, soprannominato Lone Star Cobra. Fu campione del mondo dei pesi welter dal 1983 al 1986 e dei medi junior dal 1988 al 1989.
Nel 2019 è stato ammesso alla International Boxing Hall of Fame.

## Carriera

### Da dilettante
Nel corso della sua carriera da dilettante Curry ha combattuto 404 incontri con sole 4 o 6 sconfitte.
Fu designato a far parte della rappresentativa degli Stati Uniti alle Olimpiadi di Mosca del 1980 ma non poté poi partecipare a causa del boicottaggio americano conseguente all'invasione sovietica dell'Afghanistan.

### Da professionista
Professionista dal 1980. Il 13 febbraio 1983, a Fort Worth, conquistò per la prima volta il titolo mondiale dei pesi welter battendo ai punti il coreano Jun-Suk Hwang. L'incontro era stato organizzato della WBA per l'attribuzione del titolo lasciato vacante da Sugar Ray Leonard. Lo difese a Marsala nel settembre successivo, battendo il connazionale Roger Stafford per Kot dopo 1:42 del primo round. 
Successivamente mise in palio il titolo WBA in un incontro ad Atlantic City, contro Marlon Starling, riconosciuto inaugurale per l'attribuzione della cintura mondiale anche dalla IBF. Curry vinse ai punti per decisione unanime. A questo punto disputò altre tre vittoriose difese, a Fort Worth contro Elio Diaz, a Fontvielle contro Nino La Rocca (vittoria per KO al sesto round) e a Birmingham contro Colin Jackson. 
Il 6 dicembre 1985, la sua difesa della cintura mondiale contro Milton McCrory, all'Hotel Hilton di Las Vegas, fu riconosciuto come inaugurale per l'attribuzione del titolo anche dalla WBC. Curry mise KO l'avversario alla seconda ripresa, divenendo così il Campione del mondo dei welter universalmente riconosciuto. Fu eletto Fighter of the year (pugile dell'anno) del 1985 dalla rivista statunitense Ring Magazine.
Dopo un'altra vittoriosa difesa contro il panamense Eduardo Rodriguez (riconosciuta solo dalla WBA), Curry perse la cintura il 27 settembre 1986 ad Atlantic City, contro il britannico Lloyd Honeyghan, per abbandono al sesto round. Fu la sua prima sconfitta dopo 25 vittorie consecutive. L'incontro fu definito "sorpresa dell'anno" per il 1986 dalla rivista Ring Magazine.
Passò quindi alla categoria superiore dei medi junior ma i suoi sogni di conquistare il titolo mondiale WBA si infransero contro i pugni di Mike McCallum, al Caesars Palace di Las Vegas, per KO alla quinta ripresa, il 18 luglio 1987. Riuscì, però, a conquistare la versione WBC del titolo mondiale, a spese del detentore Gianfranco Rosi, l'8 giugno 1988, a Sanremo, per abbandono all'inizio della decima ripresa. Fu però costretto a cedere la cintura appena conquistata alla prima difesa, a Grenoble, nei guantoni del francese René Jacquot, ai punti in dodici riprese. Anche questo match fu definito "sorpresa dell'anno" per il 1989 dalla rivista Ring Magazine.
Il suo tentativo di conquistare il titolo mondiale IBF dei medi fu respinto, a Parigi, dal connazionale Michael Nunn, da cui fu messo KO alla decima ripresa, il 18 ottobre 1990. Parimenti fu sconfitto da Terry Jones, a Palm Springs, il 1º giugno 1991, per il titolo mondiale WBC dei medi junior.
Dopo un ultimo match dal quale uscì sconfitto, si ritirò dal pugilato professionistico.